# Göttien
 (juin 2023).
Göttien est un quartier de la commune de Küsten, dans le Land de Basse-Saxe.

## Géographie
Le village est à 6,5 km au nord-ouest de Lüchow, dans la Niedere Geest. L'endroit est un Rundling accessible depuis l'ouest. Les prairies de plaine commencent immédiatement derrière les fermes. Dans la partie ouest du quartier se trouve l'ancien quartier du domaine de Nienhof, dans lequel vers la fin du XIXe siècle une zone forestière composée principalement de pins s'est formée à partir d'une lande ouverte par endroits, qui s'appelle Nienhofer Forst. Le village comprend également les hameaux de Nienhof et Oldemühle.

## Histoire
Mentionné pour la première fois probablement en 1296 sous le nom de Geithin, le lieu est certainement mentionné en 1368 sous le nom de Ghetlin. Répertorié sous le nom de Gettyn dans le registre du trésor de Winsen de 1450. Göttien est l'un des Rundlinge les mieux conservés du Wendland. Les maisons sont construites aux XVIIIe siècle et XIXe siècle. Le 4 octobre 1847, une partie du village brûle. Elle est déplacée et reconstruite à une plus grande distance. L'ancienne souche d'arbres sur la place du village et la structure traditionnelle du bâtiment créent un paysage urbain unique. L'ensemble du Rundling est un monument. Au XIXe siècle, plusieurs sites d'extraction sont construits sur la Kreisstraße 31, qui passe devant le Rundling à l'ouest. Plus à l'ouest, une nouvelle zone de développement avec six lots à bâtir est achevée en 2013. En 1848, le nombre d'habitants était d'un peu plus de deux cents personnes et en 1987, il était tombé à moins de cent. Dans le cadre de la réforme de la zone municipale en 1972, la municipalité auparavant indépendante de Göttien devient un quartier de Küsten.

## Source, notes et références
- (de) Cet article est partiellement ou en totalité issu de l’article de Wikipédia en allemand intitulé « Göttien » (voir la liste des auteurs).

1. ↑  (de) Statistisches Bundesamt, Historisches Gemeindeverzeichnis für die Bundesrepublik Deutschland. Namens-, Grenz- und Schlüsselnummernänderungen bei Gemeinden, Kreisen und Regierungsbezirken vom 27.5.1970 bis 31.12.1982, 1983 (ISBN 3-17-003263-1)